# Nhị thập bát tổ
Nhị thập bát tổ (chữ Hán: 二十八祖), hay đầy đủ hơn là Tây Thiên Nhị thập bát tổ (chữ Hán: 西天二十八祖), là danh xưng trong Phật giáo Thiền tông nhằm để chỉ 28 vị đại sư Phật giáo được xếp là Tổ sư Thiền gốc Ấn. Theo đó, Phật giáo Thiền tông khai thủy từ sự kiện Thích-ca Mâu-ni tại hội Linh Sơn thông qua hành động "Niêm hoa vi tiếu" đã truyền pháp cho Ma-ha Ca-diếp tôn giả. Ca-diếp sau đó được tông là Đệ nhất thủy tổ của Thiền tông, truyền thừa đến Bồ-đề-đạt-ma, tổng cộng được 28 đời, được ghi chép với tên gọi cụ thể như sau:

## Danh sách
1. Ma-ha-ca-diếp (zh. 摩訶迦葉, sa. mahākāśyapa)
2. A-nan-đà (zh. 阿難陀, sa. ānanda)
3. Thương-na-hòa-tu (zh. 商那和修, sa. śānavāsin)
4. Ưu-ba-cúc-đa (zh. 優婆掬多, sa. upagupta)
5. Đề-đa-ca (zh. 提多迦, sa. dhītika)
6. Di-già-ca (zh. 彌遮迦, sa. miśaka)
7. Bà-tu-mật (zh. 婆須密, sa. vasumitra, cũng gọi là Thế Hữu)
8. Phù-đà-nan-đề (zh. 浮陀難提, sa. buddhanandi, hoặc Phật-đà-nan-đề 佛陀難提)
9. Phù-đà-mật-đa (zh. 浮陀密多, sa. buddhamitra, hoặc Phật-đà-mật-đa 佛陀密多)
10. Bà-lật-thấp-bà (zh. 婆栗濕婆, sa. pārśva, cũng gọi là Hiếp tôn giả 脅尊者)
11. Phú-na-dạ-xa (zh. 富那夜奢, sa. puṇayaśa)
12. A-na-bồ-đề (zh. 阿那菩提, sa. ānabodhi, hoặc Mã Minh 馬鳴, sa. aśvaghoṣa)
13. Ca-tì-ma-la (zh. 迦毘摩羅, sa. kapimala)
14. Long Thụ (zh. 龍樹, sa. nāgārjuna, cũng gọi Na-già-hạt-thụ-na 那伽閼樹那)
15. Ka-na-đề-bà (zh. 迦那提婆, sa. kāṇadeva, hoặc ngắn là Đề-bà 提婆, hoặc Thánh Thiên, sa. āryadeva)
16. La-hầu-la-đa (zh. 羅睺羅多, sa. rāhulabhadra)
17. Tăng-già-nan-đề (zh. 僧伽難提, sa. saṃghanandi)
18. Tăng-già-xá-đa (zh. 僧伽舍多, sa. saṃghayathata)
19. Cưu-ma-la-đa (zh. 鳩摩羅多, sa. kumāralāta)
20. Xà-dạ-đa (zh. 闍夜多, sa. śayata)
21. Thế Thân (zh. 世親, sa. vasubandhu, hoặc Thiên Thân 天親, Bà-tu-bàn-đầu 婆:|)
22. Ma-noa-la (zh. 摩拏羅, sa. manorata)
23. Cưu-lặc-na (zh. 鳩勒那, sa. haklenayaśa, hoặc Hạc-lặc-na 鶴勒那)
24. Sư Tử Bồ-đề (zh. 師子菩提, sa. siṃhabodhi)
25. Bà-xá-tư-đa (zh. 婆舍斯多, sa. baśaṣita)
26. Bất-như-mật-đa (zh. 不如密多, sa. puṇyamitra)
27. Bát-nhã-đa-la (zh. 般若多羅, sa. prajñādhāra)
28. Bồ-đề-đạt-ma (zh. 菩提達磨, sa. bodhidharma)